# Linia kolejowa Grodno – Bruzgi
Linia kolejowa Grodno – Bruzgi – linia kolejowa na Białorusi łącząca stację Grodno ze stacją Bruzgi i z przejściem granicznym Kuźnica Białostocka-Grodno na granicy z Polską. Część dawnej Kolei Warszawsko-Petersburskiej. Przed II wojną światową położona była w Polsce.
Znajduje się w obwodzie grodzieńskim: w Grodnie oraz w rejonie grodzieńskim. Linia liczy 2 tory – jeden o rozstawie 1520 mm i drugi o rozstawie 1435 mm. Zelektryfikowany jest jedynie szlak normalnotorowy.